# Houderrane
Houderrane (franska: Houderrane (CR), Houderrane (Commune Rurale), arabiska: مولاي ئدريس أغبال) är en kommun i Marocko.   Den ligger i provinsen Khémisset och regionen Rabat-Salé-Kénitra, i den norra delen av landet, 60 km sydost om huvudstaden Rabat. Antalet invånare är 6 572.